# Bio-energetica (biologie)
Bio-energetica is de wetenschap die zich richt op het grensgebied tussen de biofysica en biochemie. Zij onderzoekt de wetten volgens welke zich in organismes stoffelijke veranderingen met wijzigingen van energie voltrekken. Bio-energetica kent twee onderzoeksvormen. De klassieke of fenomenologische vorm is gebaseerd op microscopische waarneming; de moleculair statistische onderzoeksvorm op natuurkunde en scheikunde.